# Williamia subspiralis
Williamia subspiralis is een slakkensoort uit de familie van de Siphonariidae. De wetenschappelijke naam van de soort is voor het eerst geldig gepubliceerd in 1864 door Carpenter.